# NWA Hollywood
National Wrestling Alliance Hollywood Wrestling (NWA Hollywood), auch National Wrestling Alliance Los Angeles (NWA Los Angeles), war der Name einer US-amerikanischen Wrestling-Promotion, die ihren Sitz in Los Angeles hatte. Geschäftsträger war Hollywood Wrestling, Inc. und letzte Head Booker und Major Promotors waren die Brüder Gene und Mike LeBell.
1987 erwarb der ehemalige NWA-Präsident Bob Geigel die Namensrechte von WWA, der begann, HOA nach seiner Trennung von NWA in eine Indepentend Promotion umzuwandeln.

## Geschichte

### 1949–1957
Die Geschichte von NWA Hollywood begann im November 1949, als von Cal Eaton, in enger Zusammenarbeit mit Hugh Nichols und im  Rahmen der National Wrestling Alliance (NWA), begonnen wurde, im südlichen Kalifornien mit dem inoffiziellen NWA Los Angeles Office (welches offiziell dem nördlicheren NWA San Francisco Office unterstellt war) eine regionale Anlaufstelle für interessierte Wrestler zu etablieren. Die lokalen NWA-Vertreter stellten Jules Strongbow (Matchmaker), Gene und Mike LeBell dar.
Dieses Büro veranstaltete ihre Tournaments unter dem Banner von NWA Los Angeles und war Bestandteil der NWA California.
NWA Los Angeles begann, aggressiv gegen Mitbewerber vorzugehen und so ein NWA-Machtmonopol zu etablieren, gegen das unabhängige Wrestling-Veranstalter chancenlos waren. Vor allem ging es, den seinerzeit einflussreichen Wrestling-Veranstalter Nick Lutze auszuschalten, der mit seiner Promotion International Wrestling seit drei Jahrzehnten die Region dominierte. Den Auftrag dazu erhielt NWA Los Angeles vom damaligen NWA-Präsidenten Sam Muchnick, der für diesen Zweck in Aussicht stellte, diesbezüglich der lokalen NWA-Vertretung jegliche Unterstützung zu gewähren. Überdies besaß NWA Los Angeles mit Edwin Eaton (dem Vater Cal Eatons) einen Fürsprecher innerhalb der California State Athletic Commission.
Dass NWA ihren Konkurrenten Lutze unschädlich machen wollte, war der Tatsache geschuldet, dass dieser von der NWA-gesperrte (blacklisted) Wrestler in seinem Territorium bookte und diesen so die Möglichkeit gab, ihren Beruf nachzugehen.
Diverse NWA-gesperrte Wrestler intervenierten erfolglos bei NWA-Präsident Muchnick, sodass diese letztlich dazu übergingen, ihre Beschwerden beim FBI einzureichen.
Anfang 1953 war NWA Los Angeles diesbezüglich in einen handfesten Skandal verwickelt, infolgedessen NWA als Gesamtorganisation (Umbrella organziation) vom FBI Los Angeles verklagt wurde. Nach einem fast vier Jahre andauernden Prozess, den NWA verlor, schloss diese im Dezember 1957 ihre Büros in San Francisco und Los Angeles.

### 1958–1968
Anfang 1958 wurde ein interner Prozess gegen die damals verantwortlichen Booker und Promotoren initiiert, der noch im selben Jahr mit einer zehnjährigen Sperre der Betroffenen endete.
Gene und Mike LeBell reorganisierten NWA Los Angeles in das neue Banner North American Wrestling Association (NAWA) und dieses erhielt anfänglich im Rahmen von NWA den Rechtsstatus einer assoziierten Promotion.
1959 wurde der NWA-Promotor Eddie Quinn von NAWA nach Los Angeles verpflichtet und dieser begann zusammen mit den LeBells eine Storyline auszuarbeiten, an deren Ende die Eigenständigkeit von NAWA stehen sollte. Zu diesem Zweck ernannte NAWA Edouard Carpentier zum NAWA World Heavyweight Champion, und NAWA benannte sich im Sommer 1961 in World Wrestling Association (WWA) um, sodass der bisherige NAWA World Title in WWA World Heavyweight Championship umgewandelt wurde. Diese NAWA/WWA Championship, deren Etablierung nicht mit Sam Muchnick abgesprochen war und somit NAWA als Shoot Promotion etablierte, trat Carpentier im Juni 1961 an Fred Blassie ab.
1962 wurde vonseiten der NWA die Einstellung von NWA California beschlossen und Quinn wurde von WWA entlassen. Mit der Einstellung von NWA California, in deren Rahmen WWA agieren sollte, erfolgte die endgültige Trennung beider Wrestling-Verbände und WWA begann sich als Local Promotion im Independent Circle zu etablieren. Im März 1964 dehnte WWA sein Territorium offiziell auf Indianapolis auf, als diese die Nutzung der Namensrechte auf den unter AWA-Vertrag stehenden Wrestler Dick the Bruiser und dessen Co-Promotor Wilbur Snyder übertrugen. Überdies begann WWA gelegentlich in Alaska zu veranstalten.

### 1968–1982
Nach Ablauf der zehnjährigen Sperre schloss sich WWA am 1. Oktober 1968 nicht mehr als Member organization, sondern lediglich als Affiliate der NWA an. Neue Trägerfirma wurde Hollywood Wrestling, Inc. unter der Leitung von den Brüdern LeBell. Diese veranstalteten nun unter dem Banner von NWA Hollywood Wrestling bis dieses am 26. Dezember 1982 eingestellt wurde und deren Territorium an die damalige WWF unter Vince McMahon veräußert wurde.